# Bassariscus astutus
Espèce
Statut de conservation UICN

 LC  : Préoccupation mineure
Le bassaris rusé (Bassariscus astutus), aussi appelé bassaris nord-américain, est un mammifère de la famille des ratons laveurs (Procyonidae) et originaire d'Amérique du Nord.

## Description morphologique

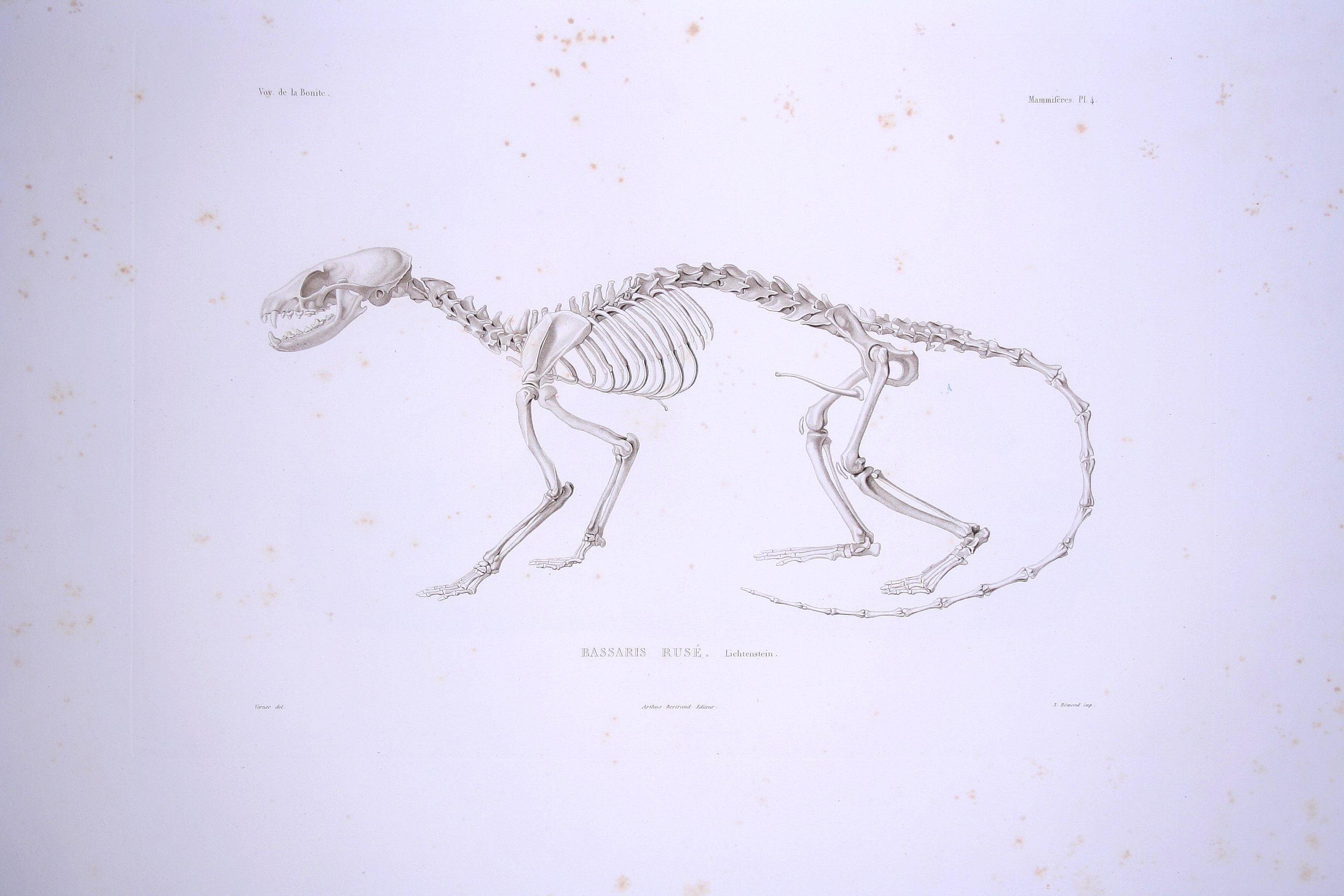
Squelette

Le Bassaris rusé possède une fourrure dont la couleur varie du chamois au brun, plus claire sur le ventre et plus sombre le long de la colonne vertébrale. Il a une longue queue touffue annelée, noire et blanche. Les yeux sont grands, bordés de noir ou de brun, et entourés d'une tache beige claire en forme de lunettes. Une tache claire similaire peut aussi encercler la truffe. Les oreilles sont grandes, de forme ovale. Les griffes sont partiellement rétractables. Son corps mesure entre 30 et 42 cm de long, mesure à laquelle il faut ajouter une queue de 31 à 44 cm de long, soit à peu près autant que le reste du corps. Il mesure en moyenne 16 cm au garrot. Il peut peser entre 0,8 et 1,5 kg.

## Comportement

### Rythmes de vie
Le Bassaris rusé est un animal essentiellement nocturne, même s'il lui arrive de se nourrir au crépuscule. Il passe une grande partie de son temps en quête de nourriture. Autre activité importante : la toilette. Celle-ci est généralement effectuée après la chasse. Le Bassaris rusé s'assied sur son arrière-train, se lèche la fourrure, puis les pattes avant qu'il utilise pour nettoyer ses joues, son museau et ses oreilles, un peu à la manière d'un chat. Il passe aussi une partie de son temps à marquer son territoire, activité devenant plus importante dans la période précédant la saison de reproduction.

### Locomotion
Le Bassariscus astutus est un excellent grimpeur. Il est capable de descendre des arbres tête la première grâce à ses chevilles des pattes postérieures, capables de faire faire une rotation de 180° à ses pieds et permettant ainsi à l'animal de se retenir à l'aide de ses griffes. Il a été observé en train de monter ou de descendre à grande vitesse des parois quasi verticales en rebondissant d'une paroi sur l'autre. Il est aussi capable de grimper dans une crevasse en appuyant ses quatre pattes sur une des deux parois et en appuyant son dos sur l'autre.

### Alimentation
Il se nourrit de petits animaux qu'il met à mort en les mordant à la nuque, mais aussi de fruits sauvages (glands, fruits du gui, baies de genévrier, kaki, figues, etc.) et de charognes. Ses proies habituelles sont les rongeurs et les invertébrés (insectes, arachnides, myriapodes…), mais il peut aussi consommer de petits oiseaux, des amphibiens ou des sauropsidés. Il a même été observé en train de lécher du nectar de fleurs,.

### Comportement social
Le Bassaris rusé est un animal généralement solitaire, sauf durant la saison de reproduction. Son territoire a des dimensions variables, selon la disponibilité en nourriture et le sexe de l'individu. Le territoire est défendu contre toute intrusion d'un bassaris du même sexe. Les mâles ont en général un territoire plus étendu que les femelles. Les limites du territoire sont marquées par de l'urine frottée sur le sol ou sur un support vertical. Quand il se sent menacé, le Bassaris rusé hérisse ses poils, notamment ceux de sa queue qu'il tient alors en arc jusqu'au-dessus de sa tête. S'il est capturé, il pousse des cris perçants et sécrète une substance à l'odeur fétide provenant de ses glandes anales. Ses principaux prédateurs sont, outre l'homme, le grand duc d'Amérique (Bubo virginianus), le coyote (Canis latrans), le puma (Puma concolor) et le lynx roux (Lynx rufus).
Les vocalisations sont particulièrement variées. Chez les adultes, ce sont de brefs aboiements, des cris perçants, ou de longs appels aigus. Les petits émettent des piaillements, couinements ou geignements au son métallique.

### Reproduction
Bassariscus astutus se reproduit une fois par an. Les accouplements ont lieu entre février et mars ; les naissances en mai ou juin. Les femelles mettent au monde des portées de 1 à 5 petits (3 en moyenne) après 52 jours de gestation (de 51 à 54 jours). Les petits ont une masse moyenne de 25 à 30 g à la naissance. Ils sont alors aveugles et n'ouvrent les yeux qu'à environ 1 mois. Dès l'âge de 2 mois, ils commencent à suivre leur mère au cours de sa quête de nourriture. Le sevrage des petits se fait au bout de 6 semaines,. Le rôle du mâle semble faible dans l'élevage des petits, mais il existe des observations de mâles apportant de la nourriture à des petits de quelques mois ou jouant avec eux,.
La maturité sexuelle est atteinte vers l'âge de 10 mois. Cet animal vit environ 7 ans en liberté, mais un individu vivant en liberté a atteint l'âge de 16 ans et un autre né en liberté puis maintenu en captivité est mort à l'âge de 19 ans.

## Répartition et habitat
On le trouve au Mexique et dans l'ouest des États-Unis, en Californie, Oregon, Kansas, Arizona, Nouveau-Mexique, Oklahoma, Texas, Utah, Nevada, Colorado
Il vit dans les maquis, les forêts et les zones d'éboulis ou de rocailles. Bien qu'on puisse le trouver jusqu'à 2 900 m, il est plus commun entre le niveau de la mer et 1 400 m d'altitude,.

## Taxinomie

### Sous-espèces
Il existe plusieurs sous-espèces de Bassariscus astutus:
- Bassariscus astutus arizonensis
- Bassariscus astutus astutus
- Bassariscus astutus bolei
- Bassariscus astutus consitus
- Bassariscus astutus flavus
- Bassariscus astutus insulicola
- Bassariscus astutus macdougalli
- Bassariscus astutus nevadensis
- Bassariscus astutus octavus
- Bassariscus astutus palmarius
- Bassariscus astutus raptor
- Bassariscus astutus saxicola
- Bassariscus astutus willetti
- Bassariscus astutus yumanensis

## Le Bassaris rusé et l'homme

### Les relations avec l'homme
Cet animal pose généralement peu de problèmes aux humains, mais il peut occasionnellement piller un verger ou un poulailler ; il est parfois tué pour cette raison.
Le Bassaris rusé était autrefois parfois domestiqué par les Amérindiens qui l'utilisaient comme dératiseur et animal de compagnie. Il a aussi été autrefois utilisé pour contrôler les populations de rongeurs dans les mines, d'où le surnom de chat des mineurs qu'on lui attribue parfois en Amérique du Nord.
Il a été chassé pour sa fourrure, malgré la faible qualité de cette dernière, mais cette chasse a eu tendance à diminuer depuis 1979, même si elle reste légale dans les États de l'Arizona, du Nouveau-Mexique, du Colorado et du Texas. Cet animal est de plus victime de pièges destinés à des animaux dont la fourrure possède davantage de valeur, comme le renard ou le raton laveur,.
Il est de plus en plus souvent victime de collisions avec des véhicules.
Le bassaris rusé est un des symboles officiels de l'état d'Arizona aux États-Unis.

### Statut et préservation
L'UICN a classé cette espèce dans la catégorie LC (préoccupation mineure) du fait de sa large répartition.